# Halfdan Ullmann Tøndel
Halfdan Ullmann Tøndel (nacido en 1990) es un cineasta noruego. Su película Armand ganó la Cámara de Oro al mejor primer largometraje en el Festival de Cine de Cannes de 2024.
Su madre es Linn Ullmann y sus abuelos son Liv Ullmann e Ingmar Bergman. Su padre es el empresario noruego Espen Tøndel. Estudió cine en la Escuela de Artes, Comunicación y Tecnología de Westerdals en Oslo.

## Filmografía
| Año  | Título      | Notas        | Ref.  |
| ---- | ----------- | ------------ | ----- |
| 2015 | Bird Hearts | Cortometraje | [ 2 ] |
| 2017 | Fanny       | Cortometraje |       |
| 2024 | Armand      |              |       |